# Tenzin Delek Rinpoché
Rinpoché
réincarnation de l’abbé du monastère de Litang
Litang Tulku Tenzin Delek Rinpoché (né en 1950 à Litang, dans le Kham au Tibet, et mort le 12 juillet 2015 en prison à Chengdu), est un lama respecté du bouddhisme tibétain qui a été arrêté par les autorités chinoises sur la base d'allégation d'attentats à la bombe et condamné à mort en décembre 2002. Sa sentence, transformée en peine d'emprisonnement à perpétuité le 26 janvier 2005 suscita le scepticisme des Nations unies estimant que Tenzin Delek Rinpoché a été maltraité en prison, et qu'il n'a pas pu bénéficier d'un procès équitable. Les Tibétains de cette région, notamment ses disciples, et les membres de sa famille demandent un procès équitable. Sa libération a été demandée par plusieurs ONG, ,, mais il meurt en prison.

## Biographie
Tenzin Delek Rinpoché est né en 1950 à Litang dans le Kham, ancienne province du sud-est du Tibet. Son nom de naissance est A-ngag Tashi (chinois : A’an Zhaxi). En dépit les troubles entourant l'invasion du Tibet par la Chine dans les années 1950 et l’interdiction de toute expression religieuse pendant la révolution culturelle au Tibet, il a pu étudier le bouddhisme tibétain et devenir moine. Vers la fin des années 1970, les conditions politiques s'améliorèrent, lui permettant d'œuvrer à protéger et rétablir le bouddhisme tibétain dans sa région natale. En 1978, il s’est entretenu avec le 10e Panchen Lama qui venait d’être libéré après 13 ans de prison. Il a également rencontré la première délégation de représentants du Dalaï Lama visitant le Tibet en 1979. Pour parfaire son éducation monastique, il quitta le Tibet en 1982 et rejoint l’Inde, craignant déjà à l’époque d’être arrêté. Il séjournera jusqu’en 1987 au monastère de Drépung en Inde et sera reçu en audience par le Dalaï Lama. Ce dernier le reconnut comme étant la réincarnation de l’abbé du monastère de Litang, lui conférant ainsi un statut important et le nom de Tenzin Delek Rinpoché.
À son retour d'Inde en 1987, il entreprend la construction du monastère d'Orthok dans le Kham. Il ne pourra le réaliser qu’en 1989 après avoir vaincu l’hostilité des autorités locales avec le soutien du 10e Panchen Lama. Ce monastère formera de nombreux moines durant les deux dernières décennies. Il va également faire construire des écoles, des cliniques, un orphelinat et un hospice pour les personnes âgées. Dans les années 1990, il établit une école sur le site du monastère d'Orthok, qui va accueillir jusqu'à 160 étudiants, dont des orphelins et des enfants de familles pauvres. En 1998, Tenzin Delek Rinpoché a fondé l’école de Géshé Lungpa dans le comté de Nyagchu qui hebergera jusqu'à 350 enfants.
Ces écoles, liées aux monastères, donnaient une éducation de qualité, en relation avec la culture tibétaine. Tenzin Delek Rinpoché a aussi favorisé la mise en place d’assistances médicales dans des secteurs non desservis. Deux cliniques spécialisées en médecine tibétaine traditionnelle ont été construites au monastère d'Orthok et à Nyagchukha pour les communautés locales. Un fonctionnaire chinois a d'ailleurs reconnu la nécessité du travail réalisé par Tenzin Delek.
Dans ces activités, Tenzin Delek Rinpoché s'est heurté aux fonctionnaires locaux. Défendant les droits sociaux, culturels, économiques et religieux de la population, Tenzin Delek Rinpoché contrecarrait certaines politiques des autorités locales. Il défia notamment des fonctionnaires qui avaient promu des projets de déboisement mettant en danger les populations locales. Tenzin Delek pris position publiquement sur des pratiques néfastes à l’environnement et exprima des positions proscrites par le gouvernement central comme sa loyauté envers le Dalaï Lama.
Tenzin Delek Rinpoché et Lobsang Dondhup, a été arrêté sur la base d'allégation d’attentats à l’explosif en avril 2002
L’appel de Tenzin Delek Rinpoché a été rejeté et sa condamnation à mort avec un sursis de 2 ans confirmée. Tenzin Delek Rinpoché risquait d’être exécuté après le 25 janvier 2005, selon le TCHRD. Depuis, et faisant suite à une importante mobilisation internationale, il a vu sa peine commuée en prison à vie, comme annoncé par l’agence Chine nouvelle le 26 janvier 2005. Depuis 2007 il souffrait de graves problèmes de santé. 

### Un moine engagé socialement
Pour résoudre les problèmes communaux, un nombre croissant d’habitants s'adressaient à Tenzin Delek Rinpoché plutôt qu'aux cadres du district. Même si la fonction de médiateur traditionnelle des moines bouddhistes est reconnue par les fonctionnaires chinois pour résoudre les conflits, Tenzin Delek Rinpoché va finir par gêner. Selon les sources locales, un conflit dans les interactions de Tenzin Delek Rinpoché avec les fonctionnaires locaux a débuté en 1993. Cette année-là, il parvient à empêcher l’extension de coupes claires des forêts dans sa région. Selon les habitants, c’est pour cette raison que Tenzin Delek Rinpoché est arrêté en 1997-1998 et en 2000. Des pressions de Pékin sur les autorités locales pour mettre fin à ce que le pouvoir central considère comme des activités “ politiquement inacceptables ” ont joué aussi probablement un rôle. Il est arrêté et détenu à deux reprises en 1998, officiellement pour avoir construit de nouveaux monastères sans l’approbation du gouvernement chinois. En 2000, Tenzin Delek Rinpotché reçoit l’ordre de fermer l’école de Litang et doit se cacher pour ne pas être arrêté. Grâce à une pétition des habitants chinois et tibétains de la région, Tenzin Delek Rinpotché peut revenir.
À la suite d’explosions en avril 2002 à Chengdu (Sichuan), Tenzin Delek Rinpoché est accusé et arrêté ainsi que 4 de ses assistants. “Nous avons su qu’il avait été arrêté quand la police a informé les habitants qu’il avait demandé un procès”. Les fonctionnaires exigent alors la somme astronomique d’un million de Yuans (117 000 euros) pour la bonne tenue du procès. Un fidèle tibétain tente de réunir les fonds, mais 3 Tibétains participants à la collecte sont arrêtés.
La condamnation de Tenzin Delek et de son complice allegué Lobsang Dhondup ont été prononcées le 2 décembre 2002. Lobsang Dhondup est exécuté le 26 janvier 2003, 2 mois après la condamnation. Lobsang Dhondup fut le premier tibétain exécuté pour raison politique depuis 10 ans en Chine. Tenzin Delek Rinpoché a obtenu un sursis de deux années.

### Soutiens chinois
Wang Lixiong, un chercheur tibétologue chinois réputé en Chine, déclare : « Je connais Ahan Zhaxi (nom laïc chinois de Tenzin Delek Rinpoché) depuis longtemps. J’ai pu apprécier personnellement l’immense popularité dont il jouit auprès de la population de Kardzé. Il se déplaçait dans les campagnes pour y donner des enseignements. Il s’est impliqué dans de nombreuses actions philanthropiques, comme l’ouverture d’écoles pour les orphelins, l’aide aux personnes âgées isolées, la construction de routes et de ponts, la protection de l’environnement. Il s’est aussi engagé dans des campagnes de lutte contre le tabagisme, l’alcoolisme, les jeux d’argent, les crimes, etc. Ceux qui ont abandonné un de leurs vices après avoir suivi ses conseils le considèrent comme un père qui leur a offert une nouvelle possibilité de vie. Comme il était en mauvais termes avec les autorités locales et le Bureau de la sécurité publique, Ahan avait dû fuir à deux reprises pour se cacher chez des Tibétains. Pour le défendre, les gens ont lancé une pétition qui a recueilli des dizaines de milliers de signatures. Une délégation de pétitionnaires s’est rendue à Pékin pour demander au gouvernement central de protéger Ahan. En conséquence, les autorités locales ne purent l’arrêter. Aujourd’hui, l’attentat à la bombe leur fournit le prétexte qu’elles attendaient depuis si longtemps pour le punir. La majorité de la population locale est cynique : ne s’agit-il pas d’une machination contre un innocent ? D’une part, les autorités sont maintenant en position de critiquer publiquement Ahan. D’autre part, le bureau local de la sécurité publique est à même de faire valoir le résultat de son enquête dans une affaire restée longtemps non résolue. Qu’un prisonnier ait confessé un crime n’est pas difficile à comprendre pour quiconque connaît le fonctionnement du système communiste, qui extorque des aveux par la torture psychique et physique. L’histoire du parti communiste chinois regorge de cas d’innocents jugés coupables. Qui peut être convaincu que ce n’est pas le cas ici ?  »

### Une innocence clamée
Les autorités chinoises affirment que les attentats à l’explosif et la complicité entre Tenzin Delek Rinpoché et Lobsang Dondhup, sont prouvés. Cependant, la culpabilité n’est fondée que sur les aveux de Lobsang Dondhup. Ce dernier s’est d’ailleurs rétracté et a affirmé lors de son procès avoir parlé sous la torture.
Tenzin Delek Rinpoché a toujours nié toute culpabilité dans ces allégations. À la lecture de la sentence le 2 décembre 2002, il a clamé son innocence. Dans la phase publique du procès, des témoins l'ont entendu crier son innocence, s’élevant contre l’iniquité du procès, et rejetant les accusations. Il a entamé une grève de la faim le 6 janvier 2003, pour protester contre l’absence d’un processus légal et juste, et contre la visite de deux officiels du gouvernement central. Le 18 janvier 2003, dans une déclaration recueillie clandestinement et diffusée par Radio Free Asia, Tenzin Delek Rinpotché a déclaré être innocent des accusations d’attentat à la bombe et de tractage, et expliqué qu’il a cessé sa grève de la faim à la suite des promesses des officiels de Pékin qu’un nouveau procès se déroulerait à la Haute Cour du Sichuan. Il déclare aussi que la police chinoise s’est employée à lier son cas à celui de Lobsang Dondhup, dans le but probable de réaliser un amalgame politico-judiciaire. De plus, Tenzin Delek Rinpotché a fait appel de son procès.

### Procès manipulé
En Chine, le 13 décembre 2002, Wang Lixiong et 24 autres intellectuels chinois signèrent une pétition réclamant des avocats choisis par eux-mêmes dans le procès en appel, le droit pour les médias locaux et internationaux de couvrir le procès et d’interviewer les fonctionnaires du gouvernement chinois ainsi que la possibilité pour des représentants de la communauté tibétaine en exil d’assister au procès.
L’oncle de Tenzin Delek Rinpoché, Ziren Lulu, a engagé deux avocats chinois de Pékin, Li Huigeng et Zhang Sizhi. Ces deux avocats sont entrés en contact les 25, 26 et 27 décembre 2002 avec le juge Wang Jinghong et ont discuté des modalités d’accès au dossier. Puis, de façon inattendue, le 30 décembre 2002, le juge Wang a contacté l’un des avocats de Pékin affirmant que Tenzin Delek Rinpoché avait décidé de prendre deux avocats locaux de la région de Kardzé le 17 décembre, que la défense était déjà établie et les dossiers déjà compilés. Le fait que le juge Wang n’en a pas informé les avocats de Pékin lors des trois discussions préparatoires laisse penser qu’on a voulu leur cacher le dossier, afin de dissimuler l’absence de preuve.

### Controverse de Shugden
Selon TibetInfoNet l'arrestation et la condamnation par les autorités chinoises de Tenzin Delek Rinpoché en 2002 sont liées à la controverse sur le culte de Dordjé Shugden. 
Les autorités chinoises ont utilisé la controverse Dordjé Shugden pour attaquer Tenzin Delek, assimilant son soutien actif à la position anti-Shugden du dalaï-lama à une opposition à la politique chinoise. Bien que le débat, qui a connu des hauts et des bas pendant plus de deux décennies, n'ait pas d'aspect politique spécifique, le soutien au dalaï-lama sur la question semble avoir été considéré comme du « séparatisme ». Les autorités chinoises continuent d'appeler au culte de Dorje Shugden. Ils affirment également qu'un ou deux des attentats à la bombe que Tenzin Delek et Lobsang Dondrup auraient avoué se sont produits à proximité d'un moine âgé qui avait soutenu le culte de Shugden.

## Manifestation en Chine en 2009
Début décembre 2009, un nombre inconnu de Tibétains, peut-être 150, ont été arrêtés dans le Sichuan à la suite d'une manifestation pour la libération de Tenzin Delek Rinpoché, selon Radio Free Asia. Le 2 décembre 2002, le Tribunal de Kardze avait condamné Lobsang Dhondup, un parent de Tenzin Delek Rinpoché, à mort pour « incitation au séparatisme », « avoir entraîné des explosions » et «  possession illégale de fusils et de munitions ». Il a été exécuté le 26 janvier 2003, malgré une importante protestation internationale,.

## Mort

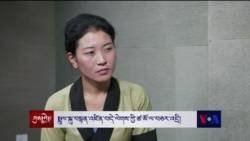
Nyima Lhamo, nièce de Tenzin Delek Rinpoché, août 2016.

Il est mort le 12 juillet 2015 en prison. Le 13 juillet, des villageois tibétains et la police chinoise se sont affrontés dans le comté de Nyagquka où est né Tenzin Delek Rinpoché, faisant au moins 15 blessés après que les forces de sécurité aient tiré à balles réelles et utilisé des gaz lacrymogènes pour disperser la foule. Le 14 juillet, l'acteur Richard Gere rendit hommage à sa mémoire à la commission des droits de l'homme du Congrès à Washington, présidée par le représentant démocrate du Massachusetts Jim McGovern, qui observa une minute de silence à sa mémoire aux côtés d'une centaine de personnes, dont nombre de Tibétains. Le 16 juillet, les autorités pénitentiaires ont incinéré Tenzin Delek Rinpoché contre la volonté de sa famille qui souhaitait que le corps retourne à son pays natal pour des rites traditionnels. Seuls deux lamas et deux parents ont été autorisés à assister à la crémation. Selon Students for a Free Tibet, la police a arrêté le 17 juillet une sœur et une nièce de Tenzin Delek Rinpoché, Dolkar Lhamo, 52 ans, et sa fille, Nyima Lhamo, 25 ans.
Les autorités ont dans un premier temps refusé de donner la cause du décès aux membres de la famille ; le 18 juillet, China Daily a déclaré que Tenzin Delek était mort d'une crise cardiaque.
Nyima Lhamo s'est enfuie du Tibet et rejoignit Dharamsala le 24 juillet 2016. Elle déclara que son oncle avait été empoisonné à mort. Des moines de la prison lui ont dit que les ongles du défunt étaient noirs et qu'il avait un profond creux derrière sa tête. Nyima déclara que les lèvres de son oncle avaient également viré au noir.
Nyima Lhamo, et d'autres personnes représentatives de la persécution religieuse dans le monde, a rencontré Donald Trump à la Maison-Blanche à Washington le 17 juillet 2019. Elle était une des quatre personnes identifiées par la Maison-Blanche comme étant originaires de Chine, avec Jewher Ilham, un musulman ouïgour; Yuhua Zhang, une pratiquante du Falun Gong et Manping Ouyang, un chrétien. Elle s'est brièvement entretenue avec le président. Elle a déclaré que « les Tibétains au Tibet ont besoin du soutien du président de l'Amérique » ainsi que le dalaï-lama pour qu’il puisse retourner au Tibet après plus de 60 ans d’exil. Le président a reconnu sa demande de soutien et a répondu: « S'il vous plaît, passer le bonjour », vraisemblablement au dalaï-lama, qu'il n'a pas encore rencontré, contrairement à bon nombre de ses prédécesseurs.

## Médaille du courage Tenzin Delek Rinpoché
Depuis 2016, la Médaille du courage Tenzin Delek Rinpoché est remise annuellement à des personnalités. 
- 2016 : Yeshi Choedron, femme médecin à la retraite, arrêtée en mars 2008 et accusée d'avoir fourni des renseignements jugés préjudiciables à l'État. Yeshi Choedron purge actuellement une peine de 15 ans dans la prison de Drapchi[19].
- 2017 : Tashi Wangchuk[20]
- 2018 : Dhondup Wangchen et Golog Jigme[21]
- 2019 : Gedhun Choekyi Nyima, le 11e panchen-lama[22]
- 2020 : tous les Tibétains à l'intérieur du Tibet qui continuent à lutter pour la liberté, la justice, la dignité humaine[23]
- 2021
- 2022 : A-nya Sengdra[24]
- 2023 : Dorjee Tashi, homme d'affaires et philanthrope tibétain, et sa sœur Gompo Kyi, en tant que défenseurs tibétains des droits de l'homme qui ont fait preuve d'un engagement exceptionnel pour renforcer les droits du peuple tibétain[19].